# غارات جوية على ريف دمشق في أبريل 2015
نفذ سلاح الجو الإسرائيلي غارات جوية على ريف دمشق في سوريا صباح يوم السبت الموافق 25 أبريل 2015. وقد استهدفت اللواءين 155 و65 اللذين يختصان بالأسلحة الإستراتيجية والصواريخ البعيدة المدى في القلمون. تم سماع عدة انفجارات في مناطق القطيفة ويبرود وقارة في القلمون. وشوهدت أعمدة من الدخان فوق قاعدة اللواء 65، بعد فترة قصيرة من الغارات الجوية.